# Franz Böheim
Franz Böheim, nom de scène de Franz Böhm (né le 24 juin 1909 à Vienne, mort le 24 mars 1963 dans la même ville) est un acteur autrichien.

## Biographie
Franz Böheim étudie la germanistique et le théâtre à l'université de Vienne et à l'académie de musique et des arts du spectacle de Vienne. À partir de 1928, il joue au Volkstheater de Vienne, de 1938 à 1953 au Theater in der Josefstadt et à partir de 1953 au Volksoper. Il apparaît également dans le cabaret viennois ABC.
En 1951, il participe au Festival de Salzbourg, à partir de 1955 il travaille au Burgtheater et à partir de 1959 à nouveau au Volksoper de Vienne.
Franz Böheim tient des rôles plus petits dans des productions cinématographiques allemandes et autrichiennes.
Ses jeunes frères Carlo Böhm et Alfred Böhm sont également des acteurs.
Franz Böheim est décédé dans son appartement des suites d'une crise cardiaque.

## Filmographie
- 1936 : Lumpacivagabundus
- 1937 : Millionäre
- 1939 : Unsterblicher Walzer
- 1939 : Antoine le magnifique
- 1939 : Ein Bombengeschäft
- 1940 : Der liebe Augustin
- 1941 : La perle du Brésilien
- 1941 : Dreimal Hochzeit
- 1942 : Brüderlein fein
- 1943 : Späte Liebe
- 1943 : Schwarz auf weiß
- 1944 : In flagranti
- 1944 : Schrammeln
- 1944 : Die goldene Fessel
- 1944 : Das Herz muß schweigen
- 1946 : La Chauve-souris
- 1946 : Der weite Weg (de)
- 1947 : Am Ende der Welt
- 1947 : Seine einzige Liebe (de)
- 1948 : Le Procès
- 1948 : Gottes Engel sind überall (de)
- 1948 : Valse céleste
- 1949 : Vagabunden (de)
- 1949 : Amour d'enfer (de)
- 1949 : Mein Freund, der nicht nein sagen kann (de)
- 1950 : Der Seelenbräu (de)
- 1951 : Dämonische Liebe
- 1951 : The Wonder Kid (en)
- 1951 : La Guerre des valses
- 1952 : Abenteuer in Wien (de)
- 1952 : L'Histoire passionnante d'une star
- 1953 : Die Todesarena (de)
- 1953 : Der Feldherrnhügel (de)
- 1953 : Je n'ai que ton amour (de)
- 1954 : Ein Haus voll Liebe
- 1955 : La Princesse du Danube bleu
- 1955 : Ja, so ist das mit der Liebe
- 1955 : Mozart
- 1955 : Sissi
- 1956 : … und wer küßt mich?
- 1956 : Sissi impératrice
- 1956 : K. u. K. Feldmarschall (de)
- 1956 : Die Fledermaus (TV)
- 1957 : Ober, zahlen! (de)
- 1957 : Scherben bringen Glück (de)
- 1957 : L'Aubergiste des bords du Danube
- 1958 : Eva küßt nur Direktoren
- 1958 : Le ciel n'est pas à vendre
- 1960 : Le Brave Soldat Chvéïk
- 1960 : Das Spiel vom lieben Augustin (de) (TV)
- 1961 : Der gutmütige Teufel oder Die Geschichte vom Bauern und der Bäuerin (TV)
- 1961 : Kleines Bezirksgericht (TV)
- 1961 : Paganini (TV)
- 1961 : Der Bauer als Millionär (de)
- 1961 : Der Färber und sein Zwillingsbruder (TV)
- 1962 : Don Pasquale (TV)
- 1963 : Der Mustergatte (TV)
- 1963 : Das Hemd des Glücklichen (TV)
- 1963 : Der Bockerer (TV)
- 1963 : Der Bauer als Millionär (TV)